# NGC 4487
NGC 4487 is een balkspiraalstelsel in het sterrenbeeld Maagd. Het hemelobject werd op 23 maart 1789 ontdekt door de Duits-Britse astronoom William Herschel.

## Synoniemen
- MCG -1-32-21
- IRAS 12285-0746
- PGC 41399